# Don May
Pour les articles homonymes, voir May.
Donald John « Don » May, né le 3 janvier 1946 à Dayton, dans l'Ohio, est un joueur américain de basket-ball. Il évolue durant sa carrière au poste d'ailier.

## Palmarès
- Champion NIT 1968
- Champion NBA 1970